# SCTV01C
SCTV01C یک نامزد واکسن کویید ۱۹ است که توسط سینوکالتچ ساخته شده است.